# مهرداد (پسر فرهاد چهارم)
مهرداد یکی از پسران فرهاد چهارم چهاردهمین شاه اشکانی است. وی در سال ۴۹ میلادی بر سر تخت شاهی ایران با پادشاه وقت که گودرز دوم بود جنگید.
بزرگان ایران در مجلس مهستان گودرز را به خاطر خشونت و سخت‌گیری‌هایش لایق شاهی نمی‌دانستند. از این رو نهانی هیأتی به سوی روم فرستادند و از رومیان خواستند که مهرداد را به ایران بفرستند تا زمام امور کشور را در دست گیرد. رومیان نیز چنین کردند ولی در نبردی که بین گودرز دوم و مهرداد درگرفت، مهرداد از گودرز شکست خورد. گودرز گوشهای او را برید تا وی به خاطر نقص عضو دیگر نتواند حتّی فکر رسیدن به تخت شاهی را بکند.

## منبع
خدادادیان٫اردشیر٫منصور۱۳۸۰٫